# Neopomacentrus azysron
Neopomacentrus azysron là một loài cá biển thuộc chi Neopomacentrus trong họ Cá thia. Loài này được mô tả lần đầu tiên vào năm 1877.

## Từ nguyên
Tiền tố a (ἀ) trong tiếng Hy Lạp cổ đại có nghĩa là "không", còn zysron không rõ nghĩa, được cho là bắt nguồn từ xystron ("ngọn giáo"), nhưng có thể được Pieter Bleeker sử dụng với nghĩa là "cái cưa", có lẽ đề cập đến gai vây hậu môn của loài cá này có răng cưa.

## Phạm vi phân bố và môi trường sống
N. azysron có phạm vi phân bố rộng khắp khu vực Ấn Độ Dương - Thái Bình Dương. Loài này được tìm thấy từ bờ biển Đông Phi trải dài về phía đông, băng qua vùng biển các nước Đông Nam Á đến tiểu vùng Melanesia (trừ Fiji), ngược lên phía bắc đến đảo Đài Loan, xuôi về phía nam đến bang New South Wales (Úc) và Nouvelle-Calédonie. Tại Việt Nam, loài này được biết đến ở cù lao Chàm.
Loài này sinh sống tập trung gần những rạn san hô viền bờ ở độ sâu đến 12 m.

## Mô tả
Chiều dài cơ thể tối đa được ghi nhận ở N. azysron là 8 cm. N. azysron có màu nâu xám, vảy cá có các chấm màu xanh lam. Vây đuôi, phía sau của vây lưng và vây hậu môn có màu vàng. Có đốm đen nhỏ ở nắp mang và đốm lớn hơn ở gốc vây ngực.
Số gai ở vây lưng: 13; Số tia vây ở vây lưng: 11–12; Số gai ở vây hậu môn: 2; Số tia vây ở vây hậu môn: 11–12; Số tia vây ở vây ngực: 17–19; Số gai ở vây bụng: 1; Số tia vây ở vây bụng: 5.

## Sinh thái học
Thức ăn của N. azysron là các loài động vật phù du. Cá đực có tập tính bảo vệ và chăm sóc trứng.